# Sant Gauderic
Sant Gauderic (en francès Saint-Gaudéric) és un municipi francès situat al departament de l'Aude i a la regió d'Occitània.